# Popovyani
Popovyani (en macédonien Поповјани ; en albanais Popojani) est un village de l'ouest de la Macédoine du Nord, situé dans la municipalité de Kitchevo. Le village comptait 399 habitants en 2002. Il est majoritairement albanais.

## Démographie
Lors du recensement de 2002, le village comptait :
- Albanais : 397
- Macédoniens : 2